# Robert Grubbs

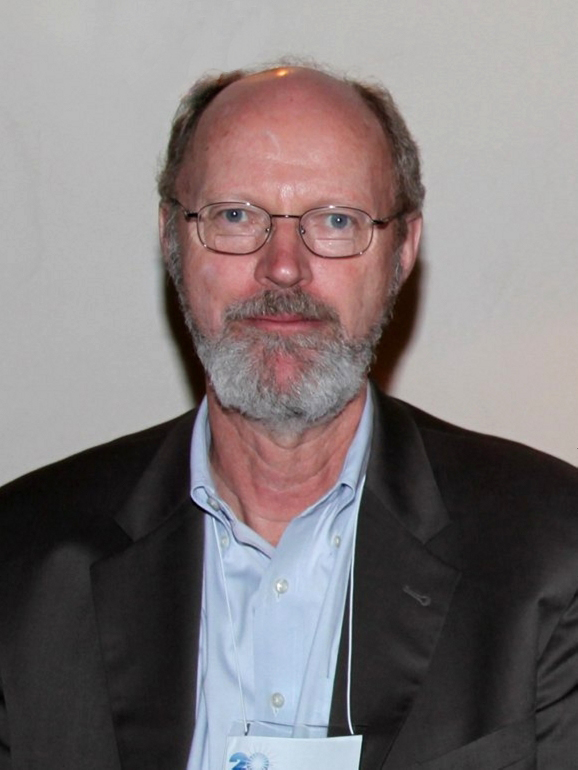
Robert Grubbs (2009)

Robert Howard Grubbs (* 27. Februar 1942 in Calvert City, Kentucky; † 19. Dezember 2021) war ein US-amerikanischer Chemiker und Nobelpreisträger. Grubbs war zuletzt Professor am California Institute of Technology.

## Leben
Grubbs studierte an der University of Florida in Gainesville und machte dort seinen Bachelor of Science im Jahr 1963. Zwei Jahre später erhielt er seinen Master-Abschluss und 1968 promovierte er an der Columbia-Universität in New York bei Ronald Breslow mit der Arbeit I. Derivatives of Cyclobutadiene. II. Studies of Cyclooctatetraene Iron Tricarbonyl.
1975 forschte er sechs Monate als Humboldt-Stipendiat am Max-Planck-Institut für Kohlenforschung in Mülheim, dann ging er für ein Jahr an die Stanford University und anschließend an die Michigan State University in East Lansing. Er war zunächst Assistenzprofessor und blieb dort bis 1978. 1974 wurde er Sloan Research Fellow. Ab 1978 war er Professor für Chemie am California Institute of Technology in Pasadena; ab 1990 hatte er den Victor-und-Elizabeth-Atkins-Lehrstuhl inne.

## Werk
Grubbs forschte vor allem im Gebiet der Organometallchemie und synthetischen Chemie, im Speziellen über Katalysatoren. Er entwickelte 1992 einen Katalysator für die Olefinmetathese zur Polymerisation von zyklischen Kohlenwasserstoffen. Dieser so genannte Grubbs-Katalysator stellt eine Verbesserung des von Richard R. Schrock zwei Jahre zuvor entwickelten Katalysators dar, sodass es nun möglich war, die Olefinmetathese auch ohne perfekte Laborbedingungen durchzuführen. Er forschte des Weiteren auf dem Gebiet der Ringöffnungsmetathese-Polymerisationen. Mit seinem Namen ist auch eine Apparatur verbunden, die es gestattet, die für diese Untersuchungen notwendigen sauerstoff- und wasserfreien Lösungsmittel ohne die sonst übliche Destillation und hochreaktive Zusätze wie z. B. Alkalimetalle zu erzeugen.
1989 wählte man ihn in die National Academy of Sciences, 1994 in die American Academy of Arts and Sciences. 1995 wurde Grubbs mit dem ACS Award in Polymer Chemistry ausgezeichnet, 2000 mit dem Herman F. Mark Division of Polymer Chemistry Award, 2003 mit dem Tetrahedron-Preis, 2005 mit der Paul-Karrer-Medaille und 2009 mit dem ACS Award for Creative Invention. 2005 erhielt er für „die Entwicklung der Metathesemethode für organische Synthesen“ zusammen mit Yves Chauvin und Richard R. Schrock den Nobelpreis für Chemie. 2006 erhielt er die Ehrendoktorwürde der University of Florida, 2013 die Ehrendoktorwürde der RWTH Aachen. Für 2017 wurden ihm der George A. Olah Award in Hydrocarbon or Petroleum Chemistry und der Remsen Award zugesprochen. Ebenfalls 2017 wurde er in die Royal Society gewählt. Er war auswärtiges Mitglied der Polnischen Akademie der Wissenschaften und seit 1999 Ehrenmitglied der Royal Irish Academy.

## Werke
- R. H. Grubbs (Hrsg.): Handbook of Metathesis. Wiley-VCH, Weinheim 2003, ISBN 3-527-30616-1.